# Heliozona lianga
Heliozona lianga är en fjärilsart som beskrevs av Semper 1899. Heliozona lianga ingår i släktet Heliozona och familjen björnspinnare. Inga underarter finns listade i Catalogue of Life.